# メロディー・セクストン
メロディー・セクストン（Melodie Sexton）は、アメリカのR&B歌手。

## 概要
ニューヨークで生まれたセクストンは、3歳のときに父親の教会で歌い始めた。彼女はプロの歌手となり、ソルト・ン・ペパ、リヴィング・カラー、ブレンダ・K・スターなどのアーティストのバック・ボーカルを担当した。最終的に、1990年から日本へと移住した。セクストンは、1992年にデビュー・アルバム『ビューティフル・ドリーム』をソニー・ミュージック・レコードからリリースした。
1995年3月にtrfの『dAnce to positive』収録の「Never give up on love (interlude)」にてノンクレジットながらリードボーカルを担当。これを受けて同年7月発売の自身のアルバム『メロディーズ・メロディ』 の帯に『小室哲哉ファミリー最強のヴォーカリスト!』のコピーが付された。
その後、日本のハウス・ミュージック・グループ、GTSとコラボレーションすることになった。セクストンは、1996年のチャカ・カーンのカバー曲「スルー・ザ・ファイア」で初めてGTSと歌い、日本のチャートであるTOKIO HOT 100において47位まで上昇。1998年のシングル「Brand New World」で再びGTSとペアを組み、アメリカ・ビルボード・ダンス・クラブ・ソング・チャートで37位まで上昇した。その後、セクストンは日本のR&B歌手であるAIによる2007年のアルバム『DON'T STOP A.I.』にボーカリストとして参加している。このアルバムはオリコン・アルバム・チャートで初登場4位を記録し、最終的に日本レコード協会によってゴールド認定された。
GTSとのフィーチャリング作品「Brand New World」は、1999年にコナミのアーケード音楽ゲーム『beatmania 4thMIX』に収録され、さらに同年同社の『GUITARFREAKS 2ndMIX』にて「JUST JOEY」「MAGIC MUSIC MAGIC」の2曲にも参加。
他にも、小室哲哉、佐野元春、井上陽水、CHAGE and ASKA、浜崎あゆみ、SPEEDといったアーティストたちのレコーディングやツアーに参加している。

## ディスコグラフィ

### スタジオ・アルバム
- 『ビューティフル・ドリーム』 - Beautiful Dream (1992年)
- 『VOICE IN THE SNOW』 - Voice In The Snow (1994年)
- 『メロディーズ・メロディ』 - Melodie's Melody (1995年)
- Ever Green (1998年)
- 『MS4』 - MS4 (1999年)